# Meyrem Almaci
Meyrem Almaci (Turkse uitspraak: [mejˈræm ˌäɫmäˈd͡ʒɯ]; Sint-Niklaas, 25 februari 1976) is een Belgische politica voor Groen. Van 15 november 2014 tot 11 juni 2022 was ze voorzitster van deze partij.

## Biografie
Almaci groeide op in een Turks gastarbeidersgezin met elf kinderen. Haar vader kwam eind jaren zestig naar België om als handarbeider te werken. Eerst woonde haar familie in een gehucht genaamd 't Kalf van Sint-Gillis-Waas en daarna in het dorp Sint-Gillis-Waas zelf, waar een gemeenschap uit haar vaders dorp Kozluçay woonde. Haar moeder is enkele jaren later in 1974 nagekomen.
Almaci liep middelbaar onderwijs aan de Onze-Lieve-Vrouw-Presentatie in Sint-Niklaas. Daarna werd zij in 2001 licentiate in de vergelijkende Cultuurwetenschap aan de Rijksuniversiteit Gent en bachelor Maatschappelijk werk, optie Sociaal-cultureel werk. Ze werkte van 2002 tot 2007 als wetenschappelijk medewerker aan onderzoeksprojecten over de studiekeuze en het studiesucces van allochtonen in het hoger onderwijs van de Vrije Universiteit Brussel en de KU Leuven.

### Politieke loopbaan

#### Debuut in de politiek
Almaci kwam bij Groen terecht vanwege het milieuthema. Ze was lid van WWF en Greenpeace en bezorgd om het ontbreken van een duurzame economie. Ze richtte in 2000 een afdeling van Agalev, de voorloper van Groen, op in haar toenmalige woonplaats Sint-Gillis-Waas en werd er van 2001 tot 2006 gemeenteraadslid. In 2006 verhuisde ze naar Berchem, waar ze in 2007 een tijdlang districtsraadslid werd. Door haar verhuis naar Deurne moest ze de Berchemse districtsraad verlaten. Van 2005 tot 2006 was ze woordvoerder en van 2006 tot 2007 voorzitter van Jong Groen.

#### Parlementaire loopbaan

##### Kamerlid
In 2007 koos de partij Almaci om lijsttrekker te worden voor de Antwerpse kieskring voor de federale verkiezingen van 2007. Na een verkiezingsnederlaag in 2003, toen geen enkele Vlaamse ecologist verkozen raakte, voerde de partij in 2007 een verjonging door. Met 14.628 voorkeurstemmen werd Almaci verkozen in de Kamer van volksvertegenwoordigers.
Almaci werd namens Groen! mede-voorzitter van de gezamenlijke fractie samen met Ecolo. Deze functie wordt bij Ecolo/Groen afwisselend uitgeoefend door een Kamerlid van Ecolo en een van Groen. Almaci deelde deze verantwoordelijkheid met de Ecolo-politici Jean-Marc Nollet, Muriel Gerkens en Olivier Deleuze.
Op 6 juli 2010 legde ze voor de tweede maal de eed af als lid van de Kamer van volksvertegenwoordigers voor de Ecolo-Groen-fractie. Met 25.100 voorkeurstemmen hielp ze ook Kristof Calvo aan een tweede Antwerpse Kamerzetel voor Groen. Na de bekendmaking dat ze lijsttrekker werd in Antwerpen, gaf ze in 2012 het fractievoorzitterschap door aan collega-Kamerlid Stefaan Van Hecke. Daarna was ze van 2013 tot 2014 secretaris van de Kamer. In 2014 kreeg ze als lijsttrekker bij de verkiezingen 44.150 voorkeurstemmen, waarmee ze haar mandaat in de Kamer kon verlengen. Ze bleef Kamerlid tot in 2019.
Naast de jaarlijkse begrotingscontrole specialiseerde Almaci zich vooral in financiële dossiers en de overheidsbegroting. Ze werkte zich vooral in de aandacht tijdens de bankencrisis en met name in de zogenaamde Dexia-commissie. Almaci vroeg herhaaldelijk om van deze 'Bijzondere commissie' een commissie met onderzoeksbevoegdheden te maken om de hoofdrolspelers te kunnen vorderen en onder ede te laten getuigen. De parlementsleden van de regeringspartijen weigerden dit. Na verdachtmakingen dat zij en haar Ecolo-collega Georges Gilkinet vertrouwelijke informatie uit de commissie naar de pers gelekt zouden hebben, werd ze bijna uit de commissie geweerd door de parlementsleden van de regeringspartijen. Die moesten daarop echter terugkomen aangezien uit de aanwezigheden bleek dat ze niet aanwezig was in de betreffende commissievergadering, en de verdachtmaking dus vals bleek.
In de Kamer was Almaci onder meer:
- vast lid van de Subcommissie "Rekenhof" van de commissie voor de Financiën en de Begroting;
- vast lid van de bijzondere commissie belast met het onderzoek naar de financiële en bankcrisis;
- plaatsvervanger van de bijzondere commissie die ermee wordt belast de omstandigheden te onderzoeken die hebben geleid tot de ontmanteling van de nv Dexia;
- plaatsvervanger in de Commissie voor de Financiën en Begroting;
- plaatsvervanger in het Adviescomité voor de Maatschappelijke Emancipatie;
- plaatsvervanger in de Commissie voor het Bedrijfsleven, het Wetenschapsbeleid, het Onderwijs, de Nationale Wetenschappelijke en Culturele Instellingen, de Middenstand en de Landbouw;
- plaatsvervanger in de Commissie belast met de Problemen inzake Handels- en Economisch Recht;
- plaatsvervanger in de Controlecommissie betreffende de verkiezingsuitgaven en de Boekhouding van de politieke partijen;
- plaatsvervanger in de Adviescomité voor wetenschappelijke en technologische vraagstukken.

#### Vlaams Parlementslid
Bij de verkiezingen van mei 2019 trok Meyrem Almaci in de kieskring Antwerpen de Groen-lijst voor het Vlaams Parlement. Ze werd verkozen met 50.848 voorkeurstemmen en werd in het Vlaams Parlement vast lid van de commissie Economie, Werk, Sociale Economie, Wetenschap en Innovatie en  plaatsvervangend lid van de commissies Brussel, Vlaamse Rand en Dierenwelzijn. Tot 2022 zetelde ze eveneens als plaatsvervanger in de commissie Binnenlands Bestuur, Gelijke Kansen en Inburgering en van november 2022 tot het einde van haar termijn als Vlaams Parlementslid in juni 2024 was ze er voorzitter van de commissie Cultuur, Jeugd, Sport en Media.

#### Opnieuw Kamerlid
Bij de verkiezingen van juni 2024 was Almaci voor Groen opnieuw lijsttrekker van de federale lijst in Antwerpen. Met een persoonlijke score van 23.876 stemmen werd ze opnieuw verkozen in de Kamer van volksvertegenwoordigers. Almaci werd er ondervoorzitter van de commissie Economie, Consumentenbescherming en Digitalisering en plaatsvervanger in de commissie Financiën en Begroting, de commissie Gezondheid en Gelijke Kansen en het Adviescomité voor Maatschappelijke Emancipatie.

#### Gemeentepolitiek Antwerpen
Bij de gemeenteraadsverkiezingen van oktober 2012 was Almaci lijsttrekker in Antwerpen. Ze werd met 8037 voorkeurstemmen verkozen. Voor de nieuwe legislatuur werd ze aangesteld als fractieleider voor haar partij in de gemeenteraad. Vanwege haar verkiezing als partijvoorzitster, nam ze in 2015 ontslag uit de gemeenteraad. Bij de lokale verkiezingen van oktober 2018 duwde ze de Antwerpse Groen-lijst. Almaci raakte verkozen als gemeenteraadslid, maar besloot haar zetel niet op te nemen. In oktober 2024 bekleedde Almaci opnieuw de plaats van lijstduwer op de Antwerpse Groen-lijst en raakte ze nogmaals verkozen. Ditmaal ging ze wel zetelen en sinds januari 2025 is ze opnieuw gemeenteraadslid.

#### Partijvoorzitter
Op 21 september 2014 stelde Almaci zich kandidaat om partijvoorzitter van Groen te worden. Als running mate nam ze Jeremie Vaneeckhout. Ze nam het daarbij op tegen Elke Van den Brandt. Op 15 november 2014 werd Almaci verkozen als voorzitster met 60% van de stemmen.
In september 2019 raakte bekend dat Almaci zich kandidaat stelde voor een tweede termijn als partijvoorzitster, ditmaal met Dany Neudt als kandidaat-ondervoorzitter. Ze raakte herkozen met 53,2 procent van de stemmen.
In maart 2022 kondigde ze aan vroegtijdig te stoppen als voorzitter. Naar eigen zeggen wilde ze meer tijd besteden aan haar familie en voor interne vernieuwing zorgen, al werd ze sinds de start van haar tweede termijn steeds meer geconfronteerd met interne kritiek over de manier waarop ze de partij leidde. Zo was er binnen Groen veel ongenoegen over het feit dat kopstuk Kristof Calvo bij de vorming van de Vivaldicoalitie in oktober 2020 gepasseerd werd als minister. In afwachting van de verkiezing van een nieuwe voorzitter bleef Almaci aan als waarnemend voorzitter. Haar ambt als parlementslid bleef ze verder uitoefenen. Op 11 juni 2022 werd ze opgevolgd door een voorzittersduo, bestaande uit Jeremie Vaneeckhout en Nadia Naji.

## Kritiek
Almaci kreeg enkele keren kritiek vanwege het niet kleur bekennen bij belangrijke aangelegenheden. Zo onthield ze zich bij de goedkeuring van het boerkaverbod in België vanuit het argument dat dan het slachtoffer (de vrouw) bestraft wordt.
Toen op 30 april 2015 in de Kamer een minuut stilte gehouden werd voor de Armeense Genocide die 100 jaar geleden plaatsvond, bleven enkele parlementsleden van Turkse origine, waaronder Almaci, weg. Volgens de partij had ze op dat ogenblik andere verplichtingen. Toen de regering op 18 juni 2015 de genocide erkende, steunde ze de eerste minister met applaus vanop de banken in de Kamer en stemde ze voor de resolutie betreffende de herdenking van de honderdste verjaardag van de Armeense genocide.

## Persoonlijk
Almaci is getrouwd en heeft twee kinderen. Ze heeft een Belgisch en een Turks paspoort.